# Itsekiri
L'itsekiri (o chekiri, irhobo, iselema-otu, ishekiri, itsekiri, iwere, jekri, selemo, shekiri o warri) és una llengua nigerocongolesa del grup de les llengües ioruboides que es parla sobretot a les LGAs de Warri, Bomadi i Ethiope, a l'Estat del Delta, al sud de Nigèria. Segons el Joshuaproject hi ha uns 812.000 itsekiris. També es parla en parts dels estats d'Edo i d'Ondo. Els seus parlants, els itsekiris, estan relacionats a nivell lingüístic i cultural amb els iorubes (22 milions) i els igales. A Benín i a Togo també es parlen llengües del grup ioruboide. L'itsekiri, segons la classificació de l'ethnologue, és una llengua desenvolupada (EGIDS 5), gaudeix d'un ús vigorós, té literatura i una forma estandarditzada que és parlada per poc menys d'un milió de persones. S'ensenya a l'escola primària i té gramàtica. S'escriu en alfabet llatí.
L'itsekiri és molt proper als dialectes iorubes del sud-est si tenim en compte la seva gramàtica, lèxic i sintaxi. L'itsekiri representa una espècie de continuació dels dialectes iorubes des de les terres iorubes del nord (dialectes oyo i offa) fins a l'occident del delta del Níger. En molts aspectes, el ioruba i l'itseriki es poden considerar variants oficials del mateix idioma. Tot i que l'itsekiri i els dialectes sud-orientals del ioruba són mútualment intel·ligibles en diferents graus, depenent la distància dels seus parlants, però, tot i això, els parlants d'itsekiri no reconeixen el ioruba estàndard com a la seva llengua franca oficial. Això es podria deure al fet que històricament els itsekiris han viscut aïllats i això ha contribuït que s'hagi creat una identitat nacional pròpia itsekiri al llarg dels temps. Tot i això, des del punt de vista lingüístic, l'itsekiri i el ioruba estàndard (basat en el dialecte oyo) poden ser considerats com dues variants oficials del mateix llenguatge: un és un dialecte meridional ioruba que ha rebut influències de l'ondo i l'owo i que és parlat per menys d'un milió de persones i l'altre és una fusió dels dialectes oyo i eko que parlen més de 20 milions de persones.
L'itsekiri també està influenciat pel bini, el portuguès i l'anglès i té préstecs lingüístics dels veïns ijo i urhobo. De totes maneres, la seva estructura bàsica, gramàtica i vocabulari és essencialment ioruboide i està molt relacionada amb els dialectes sud-orientals del ioruba (ijebu, ilaje-ikale, ondo, akure i owo) i és força propera amb els dialectes septentrionals del ioruba (ife i oyo). Generalment s'accepta que l'itsekiri es va desenvolupar quan es va formar la nació itsekiri al segle XV (Regne de Warri). Com que els itsekiris van viure aïllats dels iorubes, que vivien al sud-oest de l'actual Nigèria, l'itsekiri ha conservat motls aspectes del proto-ioruba-igala. Per això a vegades és considerat com una pervivència d'aquesta llengua antiga abans que l'igala se separés del ioruba. Això fa que l'itsekiri sigui important pels actuals filòlegs i lingüistes per a l'estudi del desenvolupament i la història de la llengua ioruba.